# Asim Ademov
Asim Ademov, né le 3 décembre 1968 à Dabnitsa (en) en Bulgarie, est un homme politique bulgare. Il est député européen de 2017 à 2024.

## Biographie
Asim Ademov nait le 3 décembre 1968, dans le village de Dubnitsa, dans la municipalité de Garmen. Il obtient une licence en philologie bulgare de l'université de Plovdiv «Païssii Hilendarski» et un master en administration publique de l'université du sud-ouest «Néophyte Rilski».
Après l'obtention de son diplôme, il travaille comme directeur de l'école primaire Hristo Botev, Dolno Dryanovo. Au cours de la période 2011—2015, il est conseiller municipal pour le GERB au conseil municipal de Garmen. Il est sous-gouverneur de l'oblast de Blagoevgrad de décembre 2014 à février 2017. Le 14 septembre 2017 il devient député européen, à juillet 2024. et siège jusqu'en 2024.